# Joakim Brodén
Joakim Brodén (* 5. října 1980, Falun, Švédsko) je švédsko-český zpěvák a klávesista. Je zakládajícím členem švédské powermetalové hudební skupiny Sabaton. V letech 1995–1999 byl členem skupiny Stormwind, kde hrál na klávesy. V roce 1999 potom založil skupinu Sabaton, kde do roku 2005 hrál na klávesy a dále již jen zpívá. Je držitelem jak švédského tak českého občanství. 
Brodénova matka pochází z Československa, což vysvětluje jeho zálibu v českém pivu. Se skupinou Sabaton napsal mimo jiné píseň, která pojednává o československém hrdinovi Karlu Janouškovi „Far from the Fame“, píseň „1648“ o třicetileté válce a československé hrdiny zmiňuje i v písni „Aces in Exile“. Za svou kariéru byl několikrát označen za lháře, neboť si měl svůj český původ vymyslet, aby zvýšil popularitu kapely Sabaton v Česku. Díky dvojímu občanství má český pas, který na veřejnosti rád ukazuje, aby potvrdil pravdivost svého původu.
V roce 2016 se v anketě Český slavík umístil na páté pozici s celkovým ziskem 9 826 bodů. O rok později ovšem pořadatel ankety změnil pravidla; přidal do nich, že „umělec musí působit na české scéně jako na scéně mateřské“. Fanoušci ale měli možnost pro Brodéna hlasovat, jeho jméno bylo z nápovědy pro hlasování odstraněno až přibližně dva týdny před vyhlášením ankety. Podle pořadatelů se tak stalo „nedopatřením“. Brodén je ženatý s jízdní policistkou v Oslu, kde také v době, kdy není na turné, žije. V dubnu 2017 se jim podle informací z dubnového vydání časopisu Spark mělo narodit prvorozené dítě.

## Diskografie
Sabaton
Jako host
| Skladba                              | Album                              | Skupina          |
| ------------------------------------ | ---------------------------------- | ---------------- |
| „Lament for Soldier's Glory“[9]      | Star of Delusive Hopes (2010)      | Desert           |
| „Primo Victoria“ (cover Sabaton)[10] | Break the Silence (2011)           | Van Canto        |
| „Gates of Glory“[11]                 | Tales of Ancient Prophecies (2014) | Twilight Force   |
| „Rise of the Wise“[12]               | Rise of the Wise (2016)            | Wisdom           |
| „Call Me“[13]                        | Coming Home (2016)                 | Pain             |
| „Ibor & Aio“[14]                     | Kven (2017)                        | Hulkoff          |
| „Heroes of Mighty Magic“[11]         | Heroes of Mighty Magic (2016)      | Twilight Force   |
| „I Am a Viking“[15]                  | Draining of Vergelmer (2018)       | Thobbe Englund   |
| „Pumping Iron Power“[16]             | Knightfall (2018)                  | Grailknights     |
| „Oh! Majinai“[17]                    | Metal Galaxy (2019)                | Babymetal        |
| „Live or Die“[18]                    | singl „Live or Die“ (2020)         | Apocalyptica     |
| "Pasadena 1994"                      | Dislike to False Metal (2023)      | Nanowar of Steel |